# Форсування Сіверського Донця
Форсування Сіверського Донця (Бої під Білогорівкою) (8—13 травня 2022 року) — форсування річки Сіверський Донець біля селищ Дронівка, Серебрянка та Білогорівка на Луганщині.
Російські загарбники протягом 8 діб намагалися форсувати річку Сіверський Донець і тимчасово створили три плацдарми. Поступово українські війська вибили росіян з кожного із них. Загальні втрати в техніці, за оцінкою журналіста Юрія Бутусова, склали близько сотні (до 150) одиниць. Плацдарм в районі села Білогорівка, також відомий як «Білогорівська переправа», обернувся для російських військ катастрофою: вони одномоментно втратили майже цілу батальйонну тактичну групу.
Спроби форсувати Сіверський Донець під час збройної агресії Росії силами збройних сил Російської Федерації були зроблені з метою відтіснити ЗСУ, перерізати трасу Т 1302 Лисичанськ — Бахмут та обмежити сполучення в Луганську область. Лише після відступу українських військових з Лисичанська на початку липня 2022 року російські окупанти змогли успішно форсувати Сіверський Донець та закріпитись в районі Білогорівки.

## Передісторія
Після важких боїв за місто Кремінна Луганської області, яка була окупована 18 квітня, сили російських військ сконцентрувались на наступу на Рубіжне. У захопленій Кремінній російська армія почала контррозвідувальні дії.
Подальше просування передбачало вихід на Сіверський Донець.
Українська розвідка 7 травня дізналася про плани росіян та найкраще місце для прокладення переправи. Ним виявилася Білогорівка та найвужче місце річки на околицях селища. 8 травня зранку через густу димову завісу і погану видимість розвідка почула роботу моторних човнів.

## Форсування
Вночі з 4 на 5 травня противник здійснив масований артилерійський обстріл українських військових. Близько 4 ранку стало відомо, що ворог почав форсувати річку неподалік села Дронівка (48°56′19″ пн. ш. 38°03′37″ сх. д. / 48.938486° пн. ш. 38.060246° сх. д. або 48°56′18″ пн. ш. 38°03′36″ сх. д. / 48.938332° пн. ш. 38.059901° сх. д.). О 7 ранку на вогневий рубіж поблизу ЛЕП рушили українські танкісти у складі двох танків 30 ОМБр, зав'язався бій. ЗСУ вдалося знищити до 2 взводів російської піхоти, пару БМП та багато іншої техніки, а також потопити катер. Українські танкісти втратили одного воїна — Миколу Янишина.
7 травня російські загарбники чинили інтенсивні обстріли, вдень було скинуто бомбу на школу в Білогорівці, в підвалах якої переховувалося близько 90 місцевих мешканців. Відомо про лише 30 врятованих з-під завалів.
8 травня розбито російську переправу на захід від Серебрянки (48°56′19″ пн. ш. 38°03′37″ сх. д. / 48.938486° пн. ш. 38.060246° сх. д.) або 48°56′18″ пн. ш. 38°03′36″ сх. д. / 48.938332° пн. ш. 38.059901° сх. д.).
9 травня на своїй сторінці в фейсбуку про перші спроби форсування річки повідомив голова військово-цивільної адміністрації Сергій Гайдай.

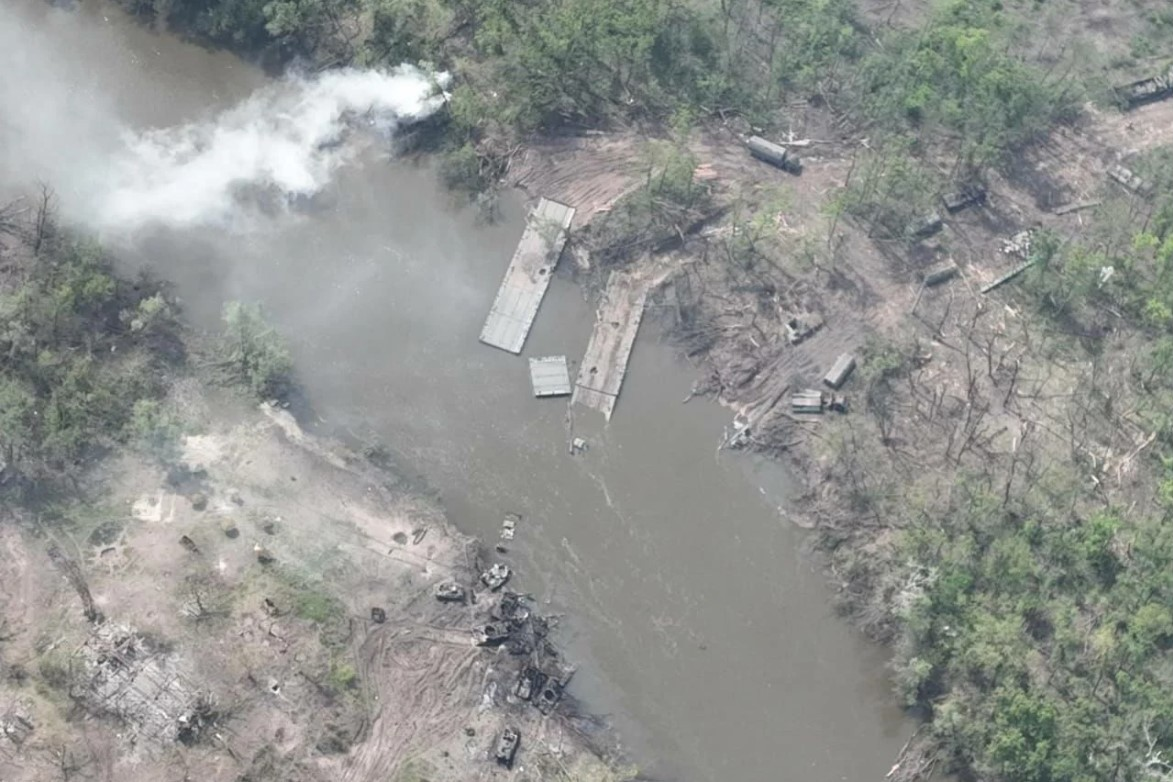
Розбита переправа біля Білогорівки

11 травня українські військові влаштували росіянам вогневий мішок поблизу селища Білогорівка Луганської області. Ворог у цьому районі (48°57′08″ пн. ш. 38°13′43″ сх. д. / 48.952268° пн. ш. 38.228645° сх. д.) навів понтон та переправив через Сіверський Донець дві роти та 33 одиниць техніки, включно із танками, БМП та БТР. Українська артилерія силами 17-та окремої танкової бригади накрила скупчення російських військ, щільність яких була надзвичайно висока на маленькій ділянці. Особовий склад було ліквідовано, частина спробувала втекти вплав.
12 травня російські війська втратили 73 одиниці техніки внаслідок артилерійського удару ЗСУ та невдалої спроби форсування річки Сіверський Донець. Було втрачено понад 40 БМП та 7 танків, БТР-Д, БТР, МТ-ЛБ, бронеавтомобілі, потоплений мінімум один катер. Також було розбито інженерні машини, які наводили понтонну переправу. Найбільші втрати понесла 74-та окрема мотострілецька бригада (РФ).
Третю переправу було наведено поблизу Ямполя (48°54′33″ пн. ш. 38°00′36″ сх. д. / 48.9093° пн. ш. 38.0099° сх. д.).
Оцінки втрат росіян у живій силі коливаються від близько 400 до «майже тисячі» чоловік. Оцінки втрат військової техніки коливаються від 73 одиниць, підрахованих на знімках з БПЛА, до понад 100 — майже півтори сотні одиниць на думку журналіста Юрія Бутусова, котрий був безпосередньо на місці подій невдовзі після завершення битви.
Під час форсування річки загинув командир  12-ї інженерної бригади  полковник Денис Козлов.

## Наслідки
- Білогорівський плацдарм був потрібен росіянам для оточення агломерації Лисичанськ-Сєвєродонецьк.
- Наступ через Попасну мав йти назустріч Білогорівському плацдарму.
- За кількістю понесених росіянами втрат розгром під Білогорівкою можна порівняти зі знищенням крейсера «Москва».